# Мынзу, Владимир Георгиевич
Владимир Георгиевич Мынзу — советский хозяйственный и государственный деятель, Герой Социалистического Труда.

## Биография
Родился в 1931 году в Бессарабии. Член КПСС.
В 1947—1952 — штукатур в Севастополе, заведующий сельским клубом в Молдавской ССР.
В 1952—1955 — военнослужащий Советской армии.
В 1955—1990 — штукатур, бригадир штукатуров строительного управления номер 4 строительного треста «Таллинстрой» Министерства строительства Эстонской ССР.
Указом Президиума Верховного Совета СССР от 17 июля 1980 года присвоено звание Героя Социалистического Труда с вручением ордена Ленина и золотой медали «Серп и Молот».
Депутат Верховного Совета СССР 11-го созыва. Делегат XXVI съезда КПСС.
Умер в 2001 году в Таллинне.

## Награды и звания
- Герой Социалистического Труда (17.07.1980)
- Орден Ленина (07.05.1971, 17.07.1980)
- Орден Трудового Красного Знамени (21.02.1974)